# Pristiophorus nancyae
Pristiophorus nancyae — акула з роду П'ятизяброва пилконоса акула родини Пилконосі акули. Інша назва «африканська карликова пилконоса акула».

## Опис
Загальна довжина досягає 62 см. Голова сплощена. Морда витягнута з зубчиками на кшталт пилки, становить 1/3 довжини тіла. Вирост звужується до кінчика. В основі зубчика розташований гребінь. На нижньому боці морди присутні 4-5 характерних ямок (перед носовими вусиками). Очі великі, розташовані на верхні стороні голови. За ними розташовані великі бризкальця. Перед ніздрями присутні невеличкі вусики, які розташовані ближче до рота, ніж до кінчика морди на відміну від інших пилконосів. Ніздрі помірно великі. Рот широкий, дугоподібний. Зуби дрібні з хребтами на верзівках, розміщені у декілька рядків. У неї 5 пар зябрових щілин. Тулуб витягнутий, стрункий. Осьовий скелет складається з 132–139 хребців. Плавці розвинені. Має 2 спинних плавця майже однакового розміру, проте передній ширше за задній. Передній спинний плавець починається за грудними плавцями. Анальний плавець відсутній. Хвостовий плавець округлий, гетероцеркальний, складається лише з верхньої лопаті.
Забарвлення світло-коричневе. Черево білого кольору.

## Спосіб життя
Тримається на глибинах від 286 до 500 м. Воліє до мулисто-піщаного ґрунту. Полює біля дна, є бентофагом. Живиться переважно ракоподібними, а також головоногими молюсками, дрібною рибою. Під час полювання застосовує «пилку», якою підіймає ґрунт або атакує здобич.
Це яйцеживородна акула. Процес парування і розмноження натепер вивчено не достатньо.
Не становить загрози для людини.

## Розповсюдження
Мешкає біля узбережжя Мозамбіку. Схожі особини виловлені біля берегів Кенії та Сомалі, проте остаточно підтверджених відомостей щодо цього виду пилконосної акули немає.